# 안토니오 산체스
안토니오 산체스(스페인어: Antonio Sánchez, 1971년 11월 1일 ~ )는 미국의 드럼 연주자이다. 펫 메스니 밴드의 드러머로 활동중이며 영화 버드맨의 작곡가로 잘 알려져있다.

## 내력
멕시코시티 출신으로 5살때 드럼을 치기 시작했다. 10대 시절에 멕시코 국립 음악원에서 클래식 피아노 연주 학위를 받았고 1993년에 미국 보스턴에 이주하여 버클리 음악 대학에 재학한다. 버클리 음악 대학 재즈 학과를 수석으로 졸업한 이후에 뉴잉글랜드 음악원에서 재즈 즉흥 연주학과 석사 학위를 받았다. 2006년부터 뉴욕 대학교 음악대학 교수로도 재직하였다.
2007년에 팻 메스니, 칙 코리아와 함께 솔로 앨범을 만들었다. 2014년에는 골든 글로브상 최고의 영화음악에 노미네이트된 버드맨 영화음악을 작곡하였다. 버드맨 영화음악은 2015년에 그래미상을 수상했다. 